# آلیل‌گلیسین
آلیل‌گلیسین (به انگلیسی: Allylglycine) با فرمول شیمیایی C۵H۹NO۲ یک ترکیب شیمیایی با شناسه پاب‌کم ۱۴۰۴۴ است. که جرم مولی آن ۱۱۵٫۱۳ g/mol می‌باشد. 